# Sinagoga Shaaré Tikva
A Sinagoga Shaaré Tikva ("Portões da Esperança" em hebraico) é uma sinagoga situada em Lisboa, na Rua Alexandre Herculano, sendo a principal sinagoga da Comunidade Israelita de Lisboa.
Esta Comunidade tem a sua origem no século XIX, em famílias provenientes do Norte de África. Segue o rito sefardita do judaísmo, característico dos judeus sefarditas comuns do espaço cultural da Bacia do Mediterrâneo de onde provém, que é diferente do denominado 'ritual português', dos antigos sefarditas ocidentais, também denominados Judeus da nação portuguesa.
Localizada em Lisboa (na freguesia de Santo António), a Sinagoga Portuguesa Shaaré Tikvah é um projecto de 1897, da autoria do arquitecto Miguel Ventura Terra, acabando por ser inaugurada em 1904. O projecto era destinado ao Comité Israelita de Lisboa.
Possui uma planta rectangular simétrica e orientada segundo o eixo de Jerusalém (E/O). Sofreu uma grande ampliação a partir de 1948, dirigida pelo arquitecto Carlos Ramos.
A Sinagoga Shaaré Tikva está classificada como Imóvel de Interesse Público desde 2002.

## História
Foi a primeira sinagoga a ser construída de raiz em Portugal após a ordem de expulsão dos judeus de 1496, decretada pelo rei D. Manuel.
Em 1810 existiam em Lisboa três pequenas sinagogas a funcionar em casas de particulares. Durante o século XIX foram várias as tentativas da comunidade judaica portuguesa em criar uma sinagoga, encontrando-se estas relacionadas com o não reconhecimento do judaísmo pelo então regime da Monarquia Constitucional.
A 4 de Março de 1897 os judeus lisboetas decidiram, em assembleia-geral, a criação de uma comissão de estabelecimento de uma sinagoga, presidida por Leão Amzalak. O terreno para construção do edifício foi adquirido em 1901, tendo a escritura sido feita por particular, dada a impossibilidade legal da comunidade a fazer em seu nome. A 25 de Maio de 1902 a comunidade reuniu-se para a cerimónia de lançamento da primeira pedra.

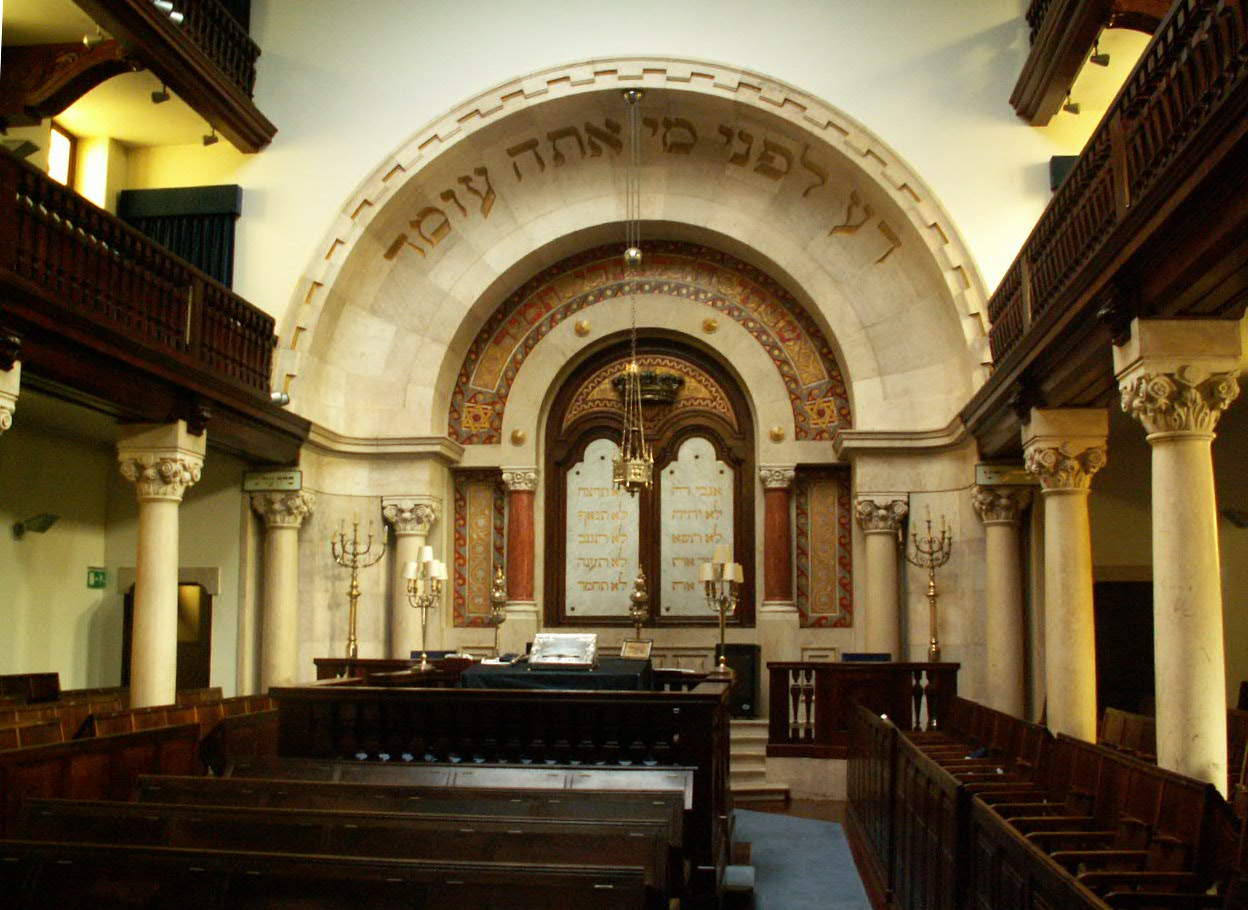
Interior da sinagoga Shaarei Tikva, vista do piso térreo, onde os homens rezam. As mulheres rezam nas galerias superiores.

 A sinagoga foi inaugurada em 18 de Maio de 1904 (5 de Sivan de 5564 no calendário hebraico), sendo o resultado de um projecto do arquitecto Miguel Ventura Terra. Na época a lei estabelecia que os templos não católicos não poderiam ter a sua fachada para a rua, pelo que a sinagoga foi construída num pátio amuralhado.
Em 2004 a sinagoga comemorou o seu centenário, ocasião que foi aproveitada para proceder a uma série de reformas do edifício. O muro que escondia a sinagoga da rua foi derrubado, tendo sido também reformulada a cor interior e a iluminação. A 9 de Setembro de 2004 foi realizada uma sessão comemorativa do centenário que teve como convidados, entre outros, o grande rabino sefardita de Israel Shlomo Moshé Amar, o então Presidente da República Portuguesa Jorge Sampaio, bem como representantes da comunidade islâmica, da Fé Bahai, de igrejas protestantes e do Patriarcado de Lisboa, numa altura em que o rabino Boaz Pash (de Jerusalém, Israel) era o rabino da comunidade.
Na sinagoga, foram vividos vários acontecimentos do século XX, tendo sido realizadas cerimónias em memória das vítimas do nazismo, uma cerimónia em comemoração do estabelecimento do Estado de Israel ou uma cerimónia em homenagem a Aristides Sousa Mendes.